# John of Scotland, Earl of Huntingdon
John of Scotland, Earl of Huntingdon (auch John the Scot oder John of Scotland, Earl of Chester) (* 1206; † Juni 1237 in Darnhall, Cheshire) war ein anglo-schottischer Magnat.

## Herkunft und Heirat
John of Scotland entstammte einer Seitenlinie des schottischen Königshauses Dunkeld. Er war der dritte Sohn des schottischen Prinzen David of Huntingdon und dessen Frau Maud of Chester. Nach dem Tod seiner älteren Brüder Henry und David, die bereits im Kindesalter starben, wurde er zum Erben seines Vaters, der 1219 starb. Damit erbte er die Honour of Huntingdon in England sowie Garioch in Schottland. Zu diesem Zeitpunkt war er noch minderjährig, so dass sein Onkel Ranulf de Blondeville, 4. Earl of Chester sein Vormund wurde. Da Earl David während des Ersten Kriegs der Barone die Rebellen gegen den König unterstützt hatte, waren mehrere seiner Güter von Anhängern des Königs besetzt worden. William Marshal, 2. Earl of Pembroke hielt beispielsweise Fotheringhay Castle besetzt, das zuvor der Hauptsitz von Earl David gewesen war. Der Earl of Chester betrachtete dazu den Justiciar Hubert de Burgh als seinen Konkurrenten, der sich nach 1220 eng mit Pembroke verbündete. Im Gegenzug verbündete sich Chester mit dem walisischen Fürsten Llywelyn ab Iorwerth, einem Erbfeind von Pembroke. Um dieses Bündnis zu festigen, verheiratete Chester 1222 seinen Neffen und potentiellen Erben John mit Helen, einer Tochter von Llywelyn ab Iorwerth und dessen Frau Johanna von Wales. Die Verwaltung der Besitzungen der Honour of Huntingdon wurde 1220 schließlich dem schottischen König Alexander II., dem Cousin von John, übertragen. Nachdem bis 1220 auch alle Güter der Honour wieder zurückgegeben worden waren, zog der schottische König aus der Minderjährigkeitsverwaltung erheblichen Gewinn.

## Tätigkeit als Magnat
Mit Erreichen der Volljährigkeit wurde John am 25. April 1227 das Erbe seines Vaters, vor allem die Honour of Huntingdon übergeben, dazu durfte er den Titel Earl of Huntingdon führen. Am 30. Mai 1227 schlug ihn der schottische König zum Ritter. Obwohl Alexander II. bislang kinderlos war und somit John als sein nächster männlicher Verwandter der potentielle Thronfolger war, wurde er, möglicherweise aufgrund seiner starken Bindung an England, nie als Thronerbe angesehen. Nach dem Tod seines Onkels Ranulph, der 1232 ohne männliche Nachkommen starb, erbte er Teile von dessen Besitz sowie den Titel Earl of Chester. Anfang September 1236 gehörte er bei einem Treffen des englischen und des schottischen Königs in York zum Gefolge des englischen Königs. Im selben Jahr hatte er zusammen mit Richard von Cornwall und zahlreichen anderen Baronen in Westminster ein Kreuzzugsgelübde abgelegt. Er starb jedoch schon kinderlos 1237, angeblich wurde er von seiner Frau vergiftet. Er wurde im Kapitelhaus von St Werburgh Abbey in Chester beigesetzt.

## Erbe
Nach Johns Tod erloschen seine Titel, während sein umfangreicher Besitz in Schottland und England unter seinen Schwestern bzw. deren Nachkommen aufgeteilt wurde. Dabei wurden auf Betreiben der englischen Krone die Besitzungen in Chester gegen Ländereien in Ostengland eingetauscht. Der schottische König blieb nach dem Tod seines Cousins zwar nominell Lehnsherr der Honour of Huntingdon, was aber in der Praxis keine Bedeutung hatte. Damit endete die lange Verbindung zwischen der Honour of Huntingdon und Schottland. Johns Witwe Helen heiratete noch vor Dezember 1237 den englischen Baron Robert de Quincy.